# Thiên điểu
Thiên điểu hay hoa chim thiên đường (danh pháp hai phần: Strelitzia reginae) là một loại cây thân thảo sống nhiều năm, thuộc chi Thiên điểu họ Chuối rẻ quạt. Cây này có nguồn gốc từ các nước miền nam châu Phi và châu Mỹ nhiệt đới. Tên khoa học của nó là để tưởng nhớ tới Charlotte của Mecklenburg-Strelitz, hoàng hậu của vua George III của Anh.
Thân cây cao khoảng 2 m (6,5 ft), rễ chùm, thân lá to hình bầu dục, hình kim hoặc hình trứng, có cuống dài, mọc đối xếp thành 2 hàng, dài khoảng 25–70 cm (10-28 inch), phiến lá rộng 10–30 cm (4-12 inch), cuống lá dài tới 1 m (40 inch). Các lá thường xanh này tạo thành một tán lá hình quạt. Hoa mọc phía trên tán lá, trên đỉnh của một cuống dài. Bao hoa gần như vuông góc với thân cây, làm cho bề ngoài của nó giống như đầu và mỏ chim, tạo thành chỗ đậu vững vàng cho các loài chim hút mật thụ phấn cho hoa. Hoa bao gồm ba lá đài màu da cam rực rỡ, ba cánh hoa màu lam ánh tía. Tràng hoa màu lam sẫm, nhụy màu trắng. Hai trong số ba cánh hoa hợp cùng nhau tạo thành tuyến mật hình mũi tên.
Cây hoa thiên điểu là cây chiếu sáng dài, ưa nắng, sợ ánh sáng trực tiếp. Cây nên trồng nơi ẩm ướt, thoáng gió, tránh ngập nước, không ưa rét, sợ sương muối. Cây thường nở hoa vào mùa xuân (ở nơi xuất xứ).

## Hình ảnh

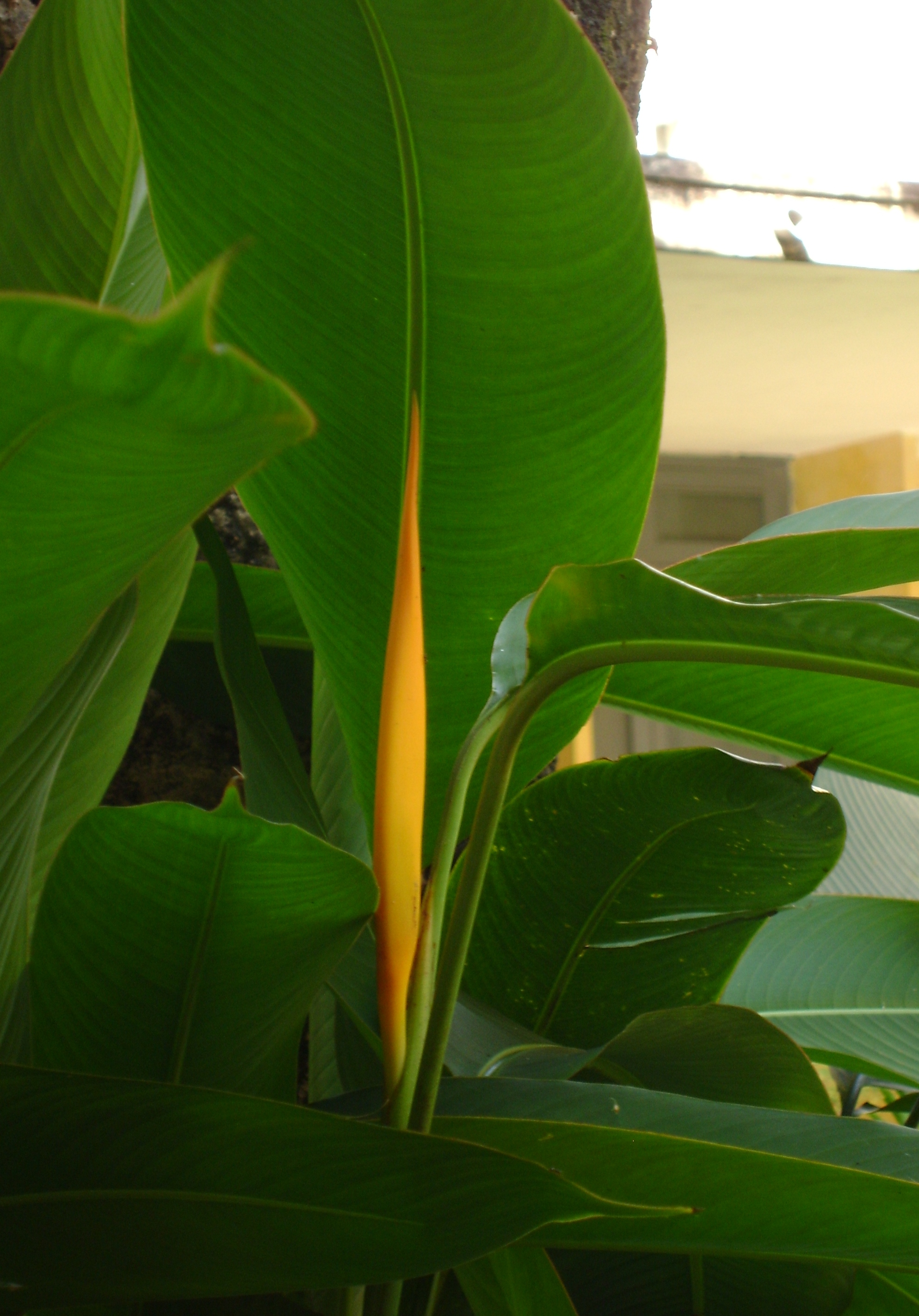
Búp thiên điểu
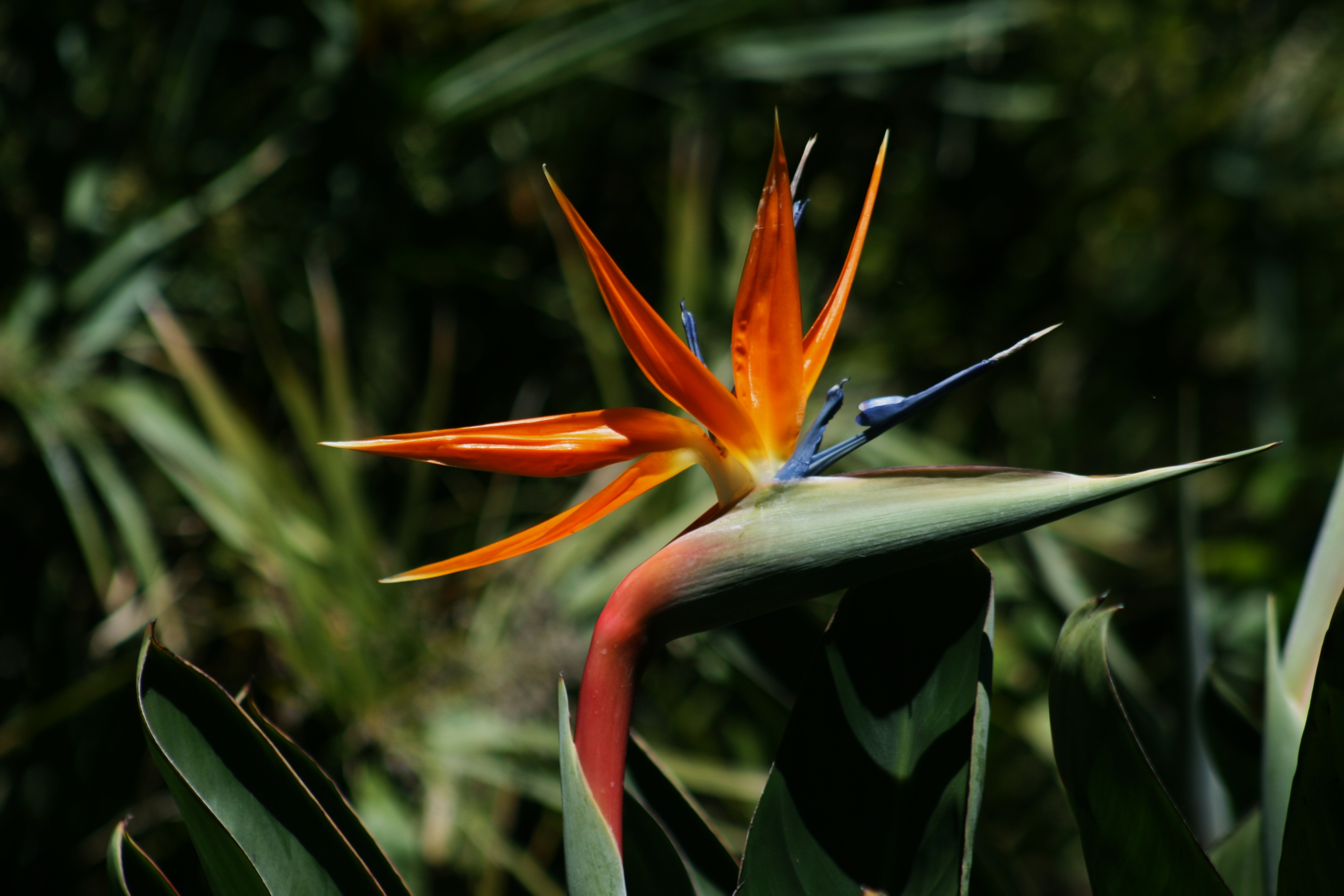
Hoa của Strelitzia reginae
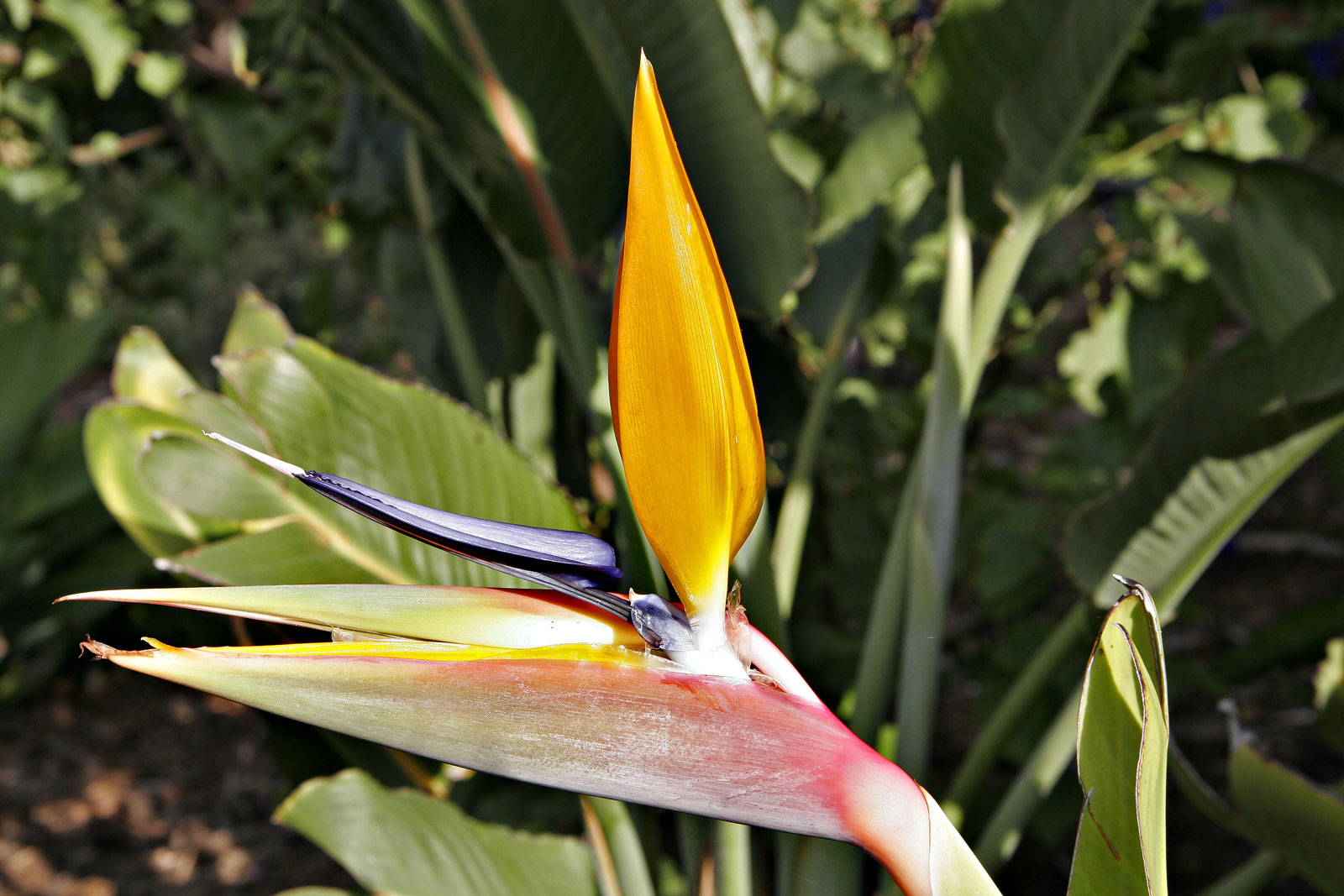
Chụp tại Vườn thực vật Melbourne
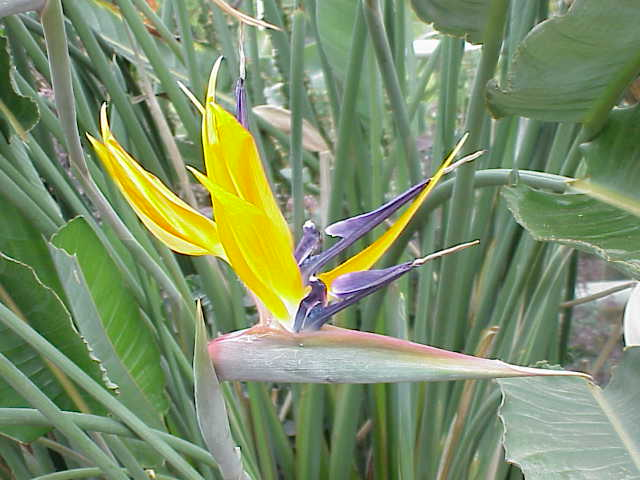
thứ. citrina Hort
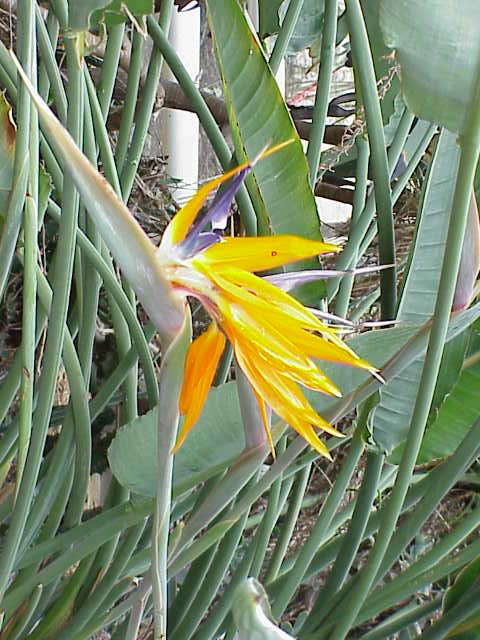
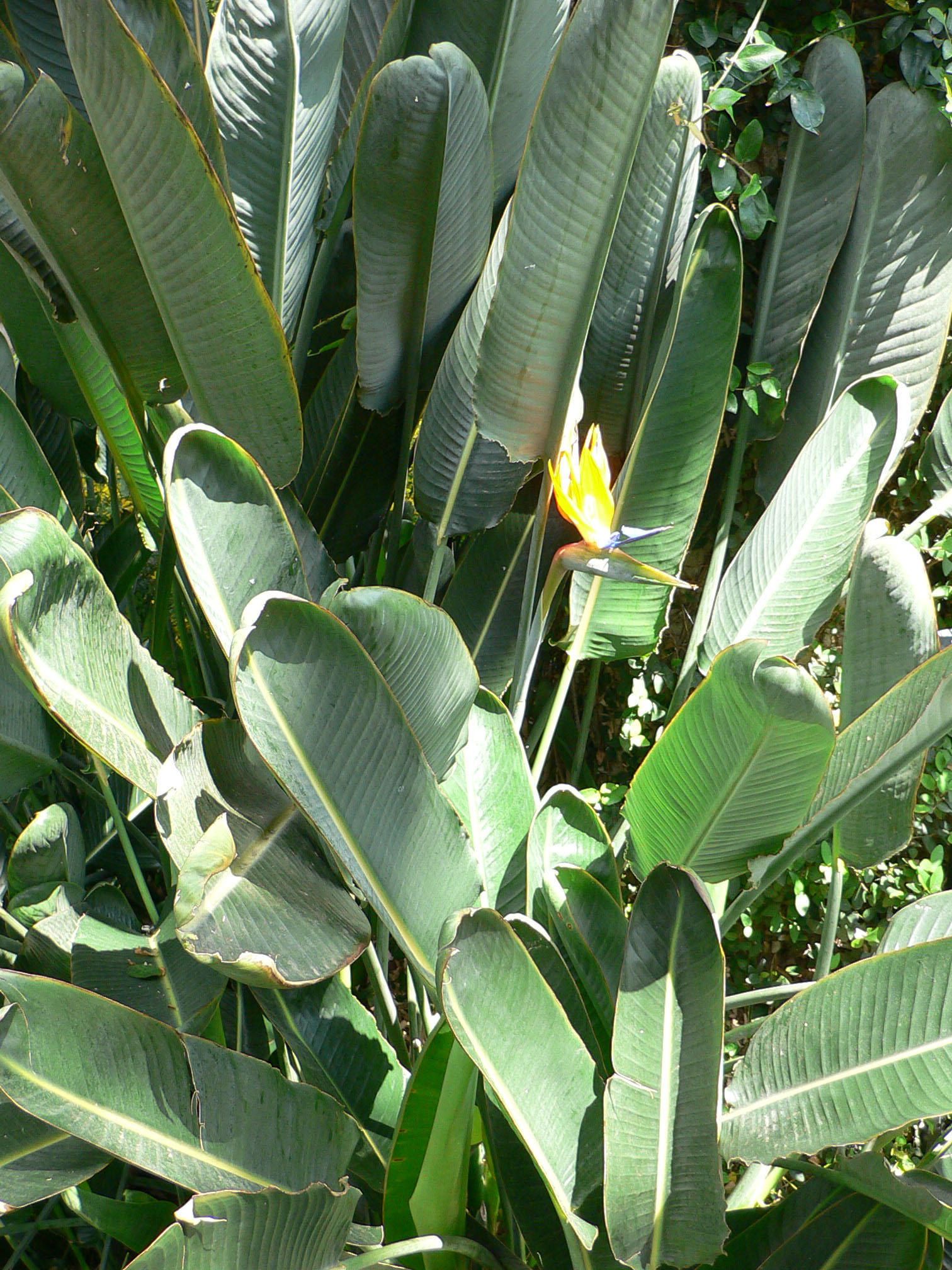
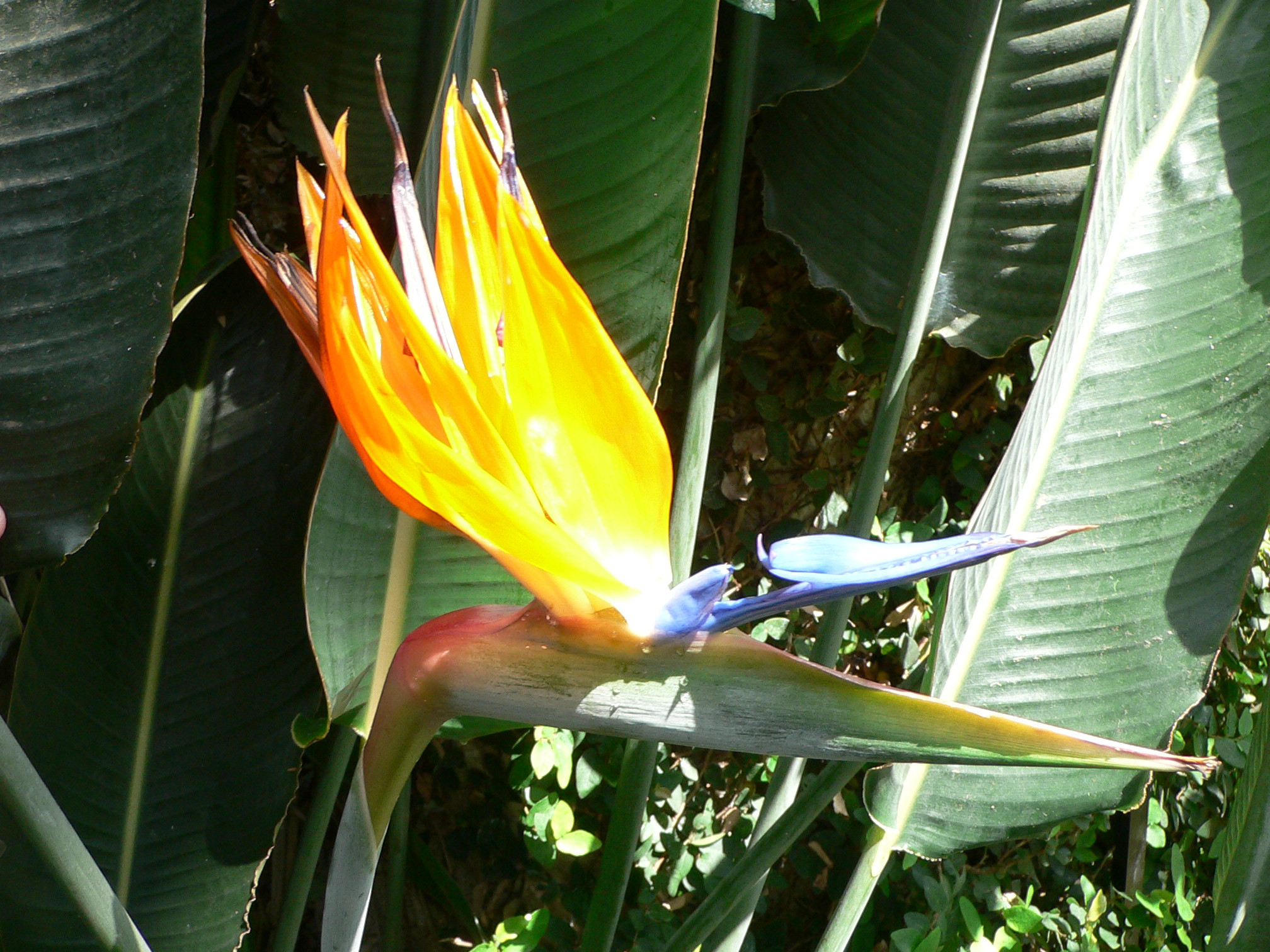
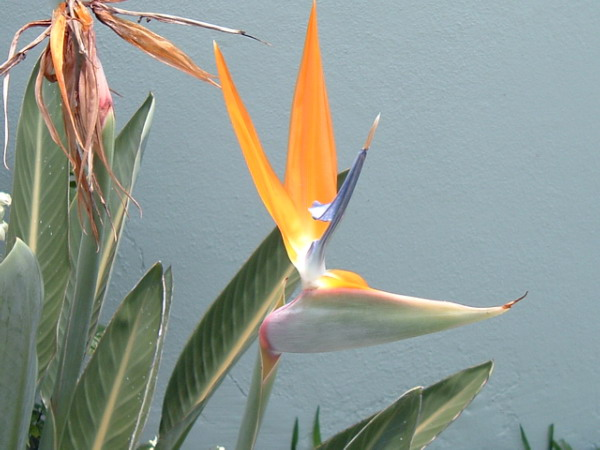
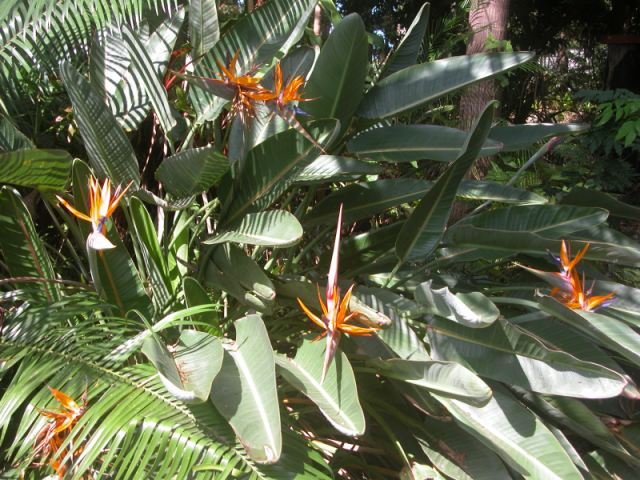
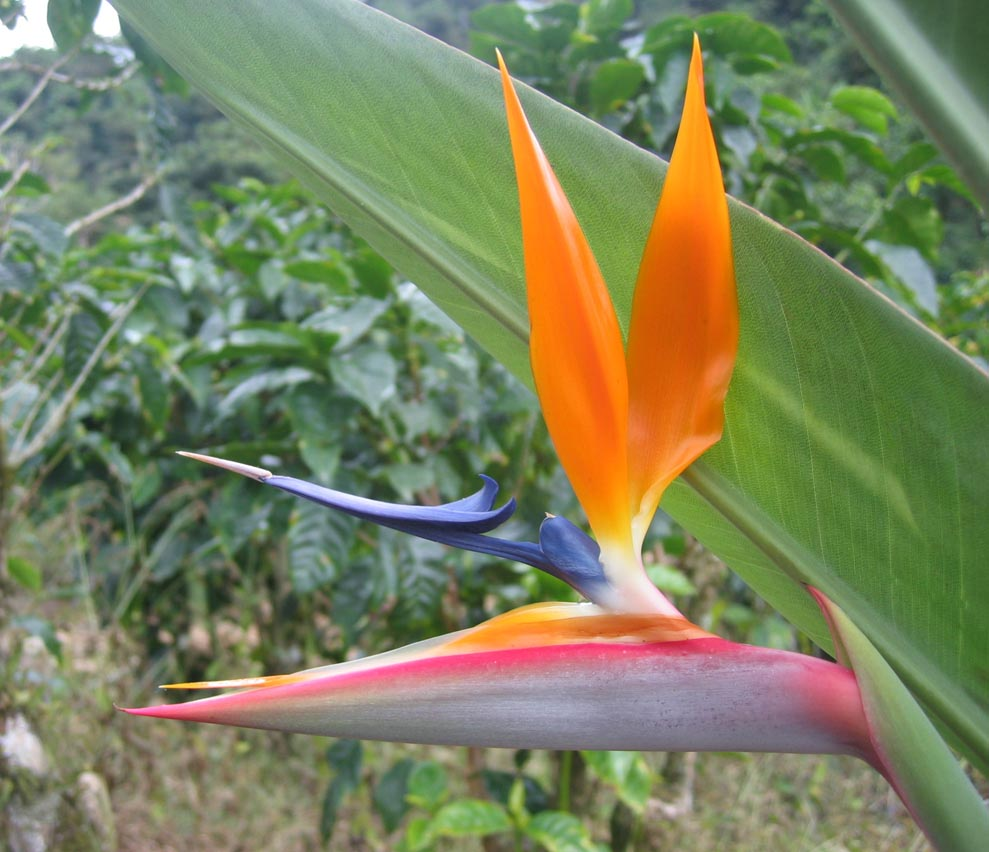
Gần Orosí, Costa Rica